# Itapua tembei
Itapua tembei är en spindelart som beskrevs av Léon Baert 1984. Itapua tembei ingår i släktet Itapua och familjen Mysmenidae.
Artens utbredningsområde är Paraguay. Inga underarter finns listade i Catalogue of Life.